# Franklinfilita
La franklinfilita és un mineral de la classe dels silicats, que pertany al grup de l'estilpnomelana. Rep el nom per Franklin, la seva localitat tipus, i el terme grec phil, amor, en honor de tots els devots o amants de la mineralogia de Franklin.

## Característiques
La franklinfilita és un silicat de fórmula química (K,Na)₄(Mn2+,Mg,Zn)48(Si,Al)72(O,OH)216·6H₂O. Cristal·litza en el sistema triclínic. La seva duresa a l'escala de Mohs és 4.
Segons la classificació de Nickel-Strunz, la franklinfilita pertany a «09.EG - Fil·losilicats amb xarxes dobles amb 6-enllaços més grans» juntament amb els següents minerals: cymrita, naujakasita, manganonaujakasita, dmisteinbergita, kampfita, strätlingita, vertumnita, eggletonita, ganofil·lita, tamaïta, coombsita, zussmanita, lennilenapeïta, parsettensita, estilpnomelana, latiumita, tuscanita, jagoïta, wickenburgita, hyttsjoïta, armbrusterita, britvinita i bannisterita.

## Formació i jaciments
Va ser descoberta a la mina Franklin, una mina situada a la localitat de Franklin, al comtat de Sussex (Nova Jersey, Estats Units). També ha estat descrita a la mina Llyn du Bach, a Gal·les, i als Alps Tanatz, a Suïssa. Aquests tres indrets són els únics de tot el planeta on ha estat descrita aquesta espècie mineral.